# Plants vs. Zombies 3
Plants vs Zombies 3 (viết tắt là PvZ3) là một trò chơi phòng thủ tháp được phát hành bởi PopCap Games. Trò chơi này là phần tiếp theo của Plants vs. Zombies 2. Nó được phát hành trên các thiết bị Android để thử nghiệm tiền alpha vào thứ ba ngày 16 tháng 7 năm 2019 cho một số lượng người dùng hạn chế ở Hoa Kỳ và Canada. Pre-Alpha đã kết thúc vào ngày 10 tháng 2 năm 2020 và được ra mắt vào ngày 25 tháng 2 năm 2020 tại một số quốc gia được chọn.Từ phiên bản Plants vs Zombies 3 trở đi người chơi sẽ bắt buộc phải dùng mạng mới chơi được.

## Nhiệm vụ
Với sự giúp đỡ của những tên trùm thây ma của anh ta, Brainiacs và Tháp Devour phun sương mù khổng lồ, Tiến sĩ Zomboss đã chinh phục mọi khối nhà trong thị trấn của bạn - ngoại trừ đường phố của bạn! Để đánh bại anh ta, bạn sẽ phải đẩy lùi Brain Fog và lấy lại sân của bạn trong các trận chiến phòng thủ tháp cổ điển. Chiến đấu theo cách của bạn thông qua các tầng đáng sợ của Tháp Devour, nơi bạn sẽ đối mặt với những thây ma thách thức và giải cứu các nhà máy bị bắt để khôi phục các tòa nhà và khối của thị trấn của bạn.

## Gameplay
Plants vs Zombies 3 là một trò chơi phòng thủ tháp giống như các phần trước của loạt game, điểm khác biệt chính là trò chơi là 3D, chơi theo chiều dọc và bãi cỏ được thay đổi kích thước thành 5x8. Ngoài ra, mặt trời được tạo ra tự động bởi Hoa Hướng dương với tốc độ 1 cứ sau 3 giây(phiên bản sau này là cứ 7.5 giây ra 3 mặt trời) điều này sẽ đẩy nhanh tiến trình.
Mỗi cấp độ được chia thành 2 phần, với giai đoạn giữa gọi là "Thời gian Taco" cho phép bạn trồng cây mới, xúc chúng, di chuyển chúng và cho chúng ăn Tacos, cung cấp cho chúng Tacobilities kéo dài phần còn lại của cấp độ. Tuy nhiên, bạn nhận được một nguồn cung hạn chế cho mỗi cấp độ. Trong Taco Time, không có zombie nào sinh sản nhưng bạn không thể tạo ra mặt trời. Bạn có thể tiếp tục cấp lại và thoát Taco Time bất cứ khi nào bạn muốn. Các loại tăng sức mạnh khác ngoài Tacos bao gồm Thực phẩm Thực vật, mang lại cho thực vật khả năng mạnh mẽ tức thì và Bom Cherry phát nổ trong khu vực 3x3.
Bên ngoài trận chiến, bạn có bản đồ thế giới của mình, hiển thị tất cả các bãi cỏ bạn đã lưu và những cái vẫn còn trong tầm ngắm của Tháp Devour. Bạn có thể chọn chiến đấu ở bất kỳ bãi cỏ nào, nơi Zombie Breakout xảy ra hàng ngày, để có thêm hạt giống cho cây, tiền tệ và Sao. Hoặc, bạn có thể tiến vào Tháp Devour và đánh bại các tầng để mở khóa các nhà máy, thây ma, tính năng và bãi cỏ mới.
Trò chơi đã thực hiện một cách tiếp cận chiến lược hơn so với các phần trước, và không có nghĩa là "thay thế" chúng, như tuyên bố của các nhà phát triển:
"PvZ 3 là một cách chơi mới và không có nghĩa là thay thế PvZ hoặc PvZ 2 ban đầu - những trò chơi đó thật tuyệt vời theo cách riêng của họ. Đối với trò chơi này, chúng tôi muốn kết hợp chơi xã hội, chiến đấu nhanh hơn và hiệp lực sâu hơn cho nhà máy Những thay đổi này có nghĩa là một số yếu tố cũ (xin lỗi, Lawn Mowers) đã được làm lại để phù hợp với tầm nhìn mới này. "

## Chế độ trò chơi
- Tháp Devour
- Bùng phát Zombie
- Đấu trường
- Trận chiến Brainiac

## Giai đoạn thử nghiệm
Vào ngày 16 tháng 7 năm 2019, Popcap tuyên bố rằng một trò chơi Plants vs Zombies mới,  Plants vs. Zombies 3, đang được phát triển trên diễn đàn của họ. Trò chơi đã ở Pre-Alpha và có ý nghĩa như một cách để người chơi thử nghiệm trò chơi và đưa ra phản hồi để cải thiện trò chơi. Nhiều yêu cầu đã được lắng nghe và chúng giúp trò chơi trở nên tốt hơn, cho đến khi Pre-Alpha bị đóng cửa vào ngày 10 tháng 2, khi các nhà phát triển tuyên bố họ đang trải qua giai đoạn phát triển mới.
Sau đó, vào ngày 25 tháng 2, Popcap đã tiết lộ trò chơi cho một số quốc gia được chọn cho giai đoạn khởi động mềm, giai đoạn trò chơi hiện đang diễn ra. Không có ngày phát hành chính thức là rõ ràng cho đến thời điểm này.